# Ensete
Genre
Le genre Ensete est un des trois genres de la famille des Musaceae dont les fruits sont des petites bananes. 
Ce genre comprend sept espèces recensées, toutes tropicales. Ensete ventricosum est cultivé pour sa racine comestible, notamment en Éthiopie, et les autres espèces ont surtout un intérêt ornemental. Certaines espèces sont cultivées en serres dans les pays tempérés, ou même à l'extérieur dans leurs régions les plus douces. 

## Répartition et habitat
Les espèces de ce genre sont originaires d'Afrique et d'Asie.

## Liste des espèces
Selon Catalogue of Life (5 juillet 2018) :
- Ensete glaucum (Roxb.) Cheesman
- Ensete homblei (Bequaert ex De Wild.) Cheesman
- Ensete lecongkietii Luu, N.L.Vu & Q.D.Nguyen
- Ensete livingstonianum (J.Kirk) Cheesman
- Ensete perrieri (Claverie) Cheesman
- Ensete superbum (Roxb.) Cheesman
- Ensete ventricosum (Welw.) Cheesman

### Originaires d'Afrique
Ensete gilletii
Ensete homblei
Ensete perrieri
Ensete ventricosum

### Originaires d'Asie
Ensete glaucum
Ensete superbum
Ensete wilsonii

## Consommation
On ne consomme pas les fruits de l'ensète, mais sa pulpe et sa racine, qui possèdent d'excellentes qualités nutritives.

## Liens externes

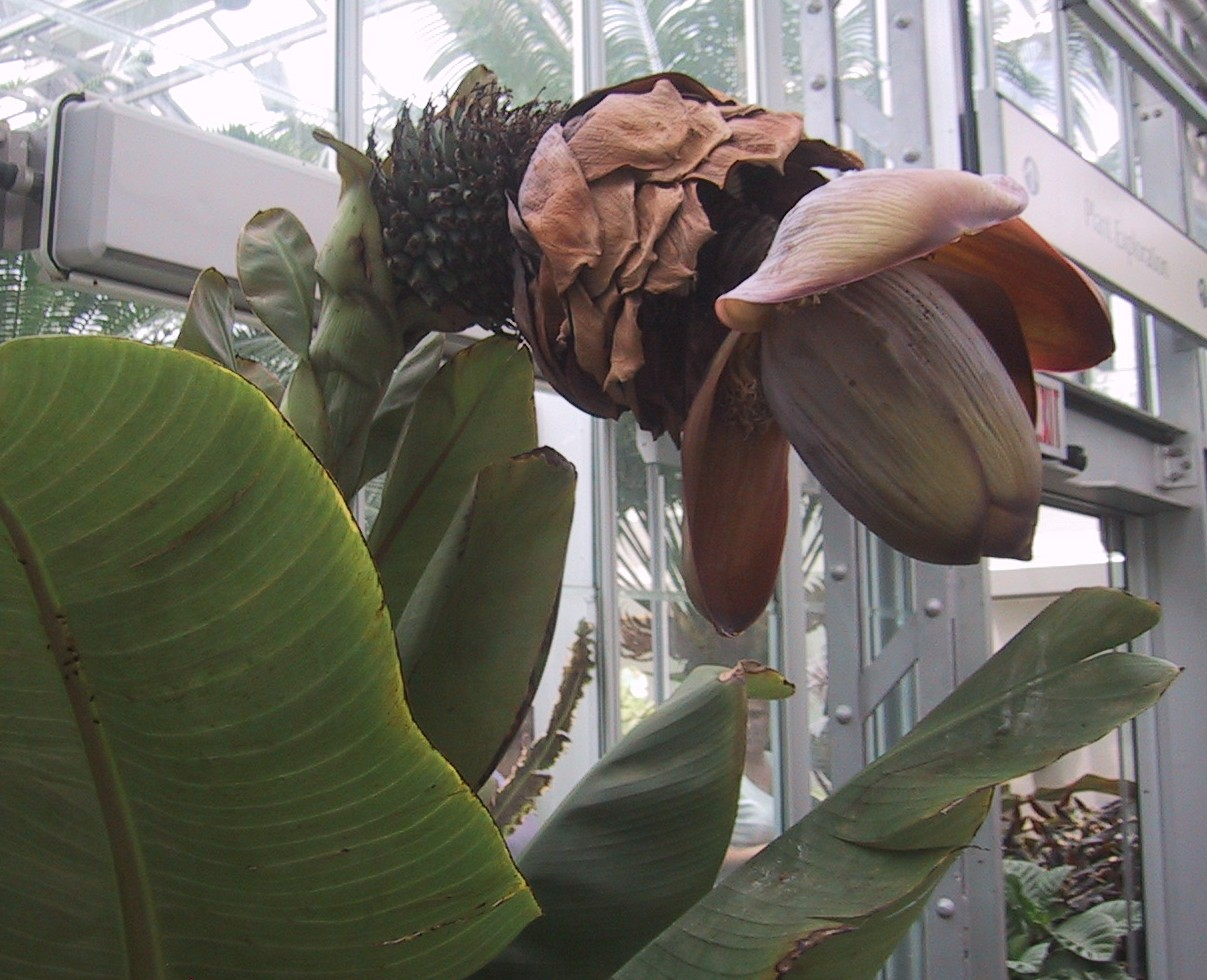
Détails du bourgeon floral d'un Ensete superbum.